# تتراسانان
تتراسانان (نام علمی: Characiformes) نام یک راسته از فرورده تکمیل‌استخوانان است.